# Kiss Manyi
Kiss Manyi, születési nevén: Kiss Margit (Magyarlóna, 1911. március 12. – Budapest, 1971. március 29.) Kossuth- és Jászai Mari-díjas magyar színésznő, érdemes és kiváló művész.

## Élete
Kiss Lajos és Nagy Zsuzsanna gyermekeként született. 1926-tól Kolozsvárott, 1928-tól Miskolcon, majd 1929 és 1932 között Szegeden játszott. Pályafutása kezdetén szubrett és komikai szerepeket alakított természetes játékkal, kiváló tánc- és énektudással. 1932 után egy ideig olasz artista férjével külföldi cirkuszokban lépett fel. Megunva a statisztaszerepeket a porondon, 1934-ben Budapesten debütált, de állandó szerződést egyelőre nem kapott.
Pályáját a Pódium Kabaréban folytatta. 1935-ben, a Király Színházban egy „beugrással” alapozta meg fővárosi hírnevét. 1938-ban a Fővárosi Operettszínház szerződtette, de játszott a Magyar Színházban, az Andrássy úti Színházban, az Erzsébetvárosi Színházban, a Márkus Park Színházban és a Vidám Színházban is. 1943-ban a Vígszínházba szerződött. Ekkor már a budapesti közönség egyik kedvence volt.
A második világháború után több budapesti színházban is játszott, de csak szerepekre szerződött – kényszerből, mert politikailag nem kívánt személy lett: valaki látta a fronton katonáknak énekelni.

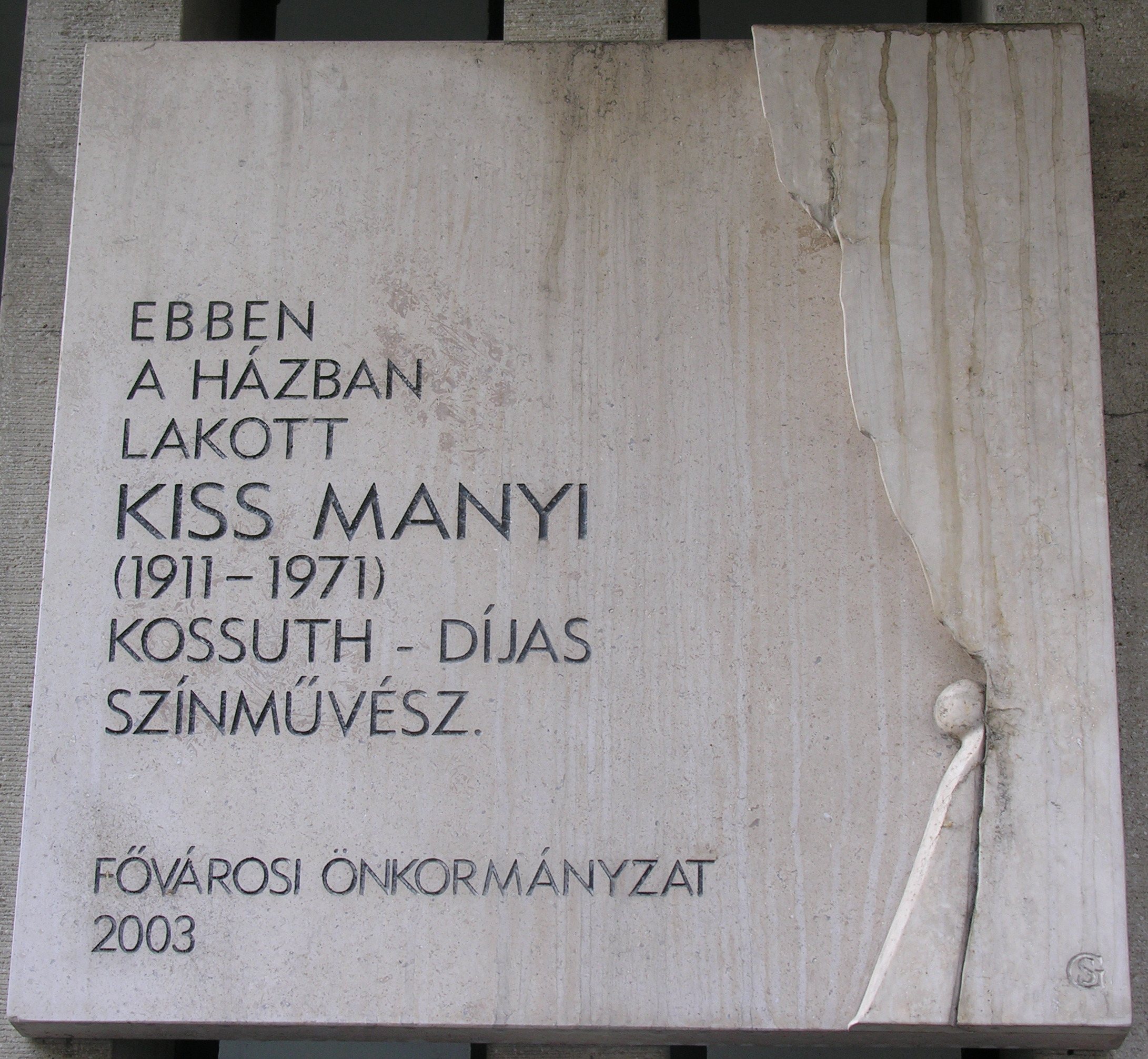
Kiss Manyi emléktáblája egykori lakóhelyén, a Szépvölgyi út 4/a szám alatt

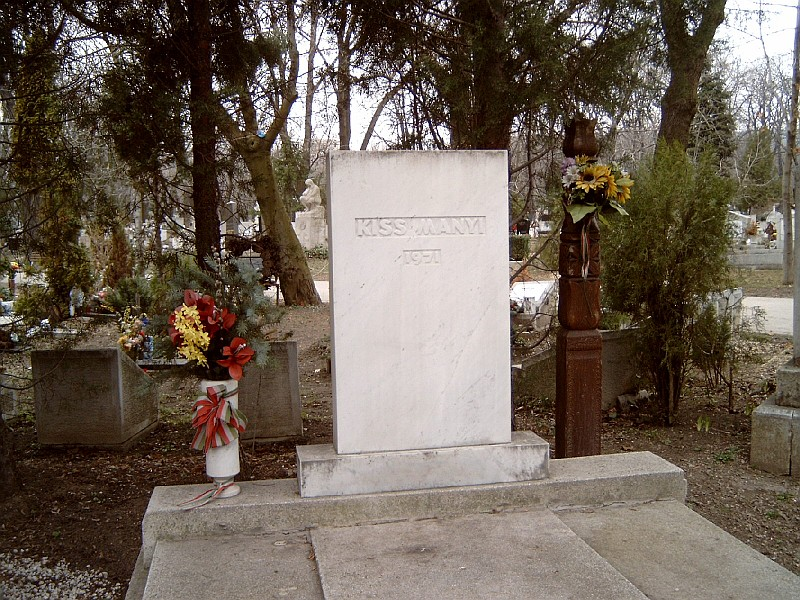
Kiss Manyi sírja Budapesten. Farkasréti temető: 32-1-3/4

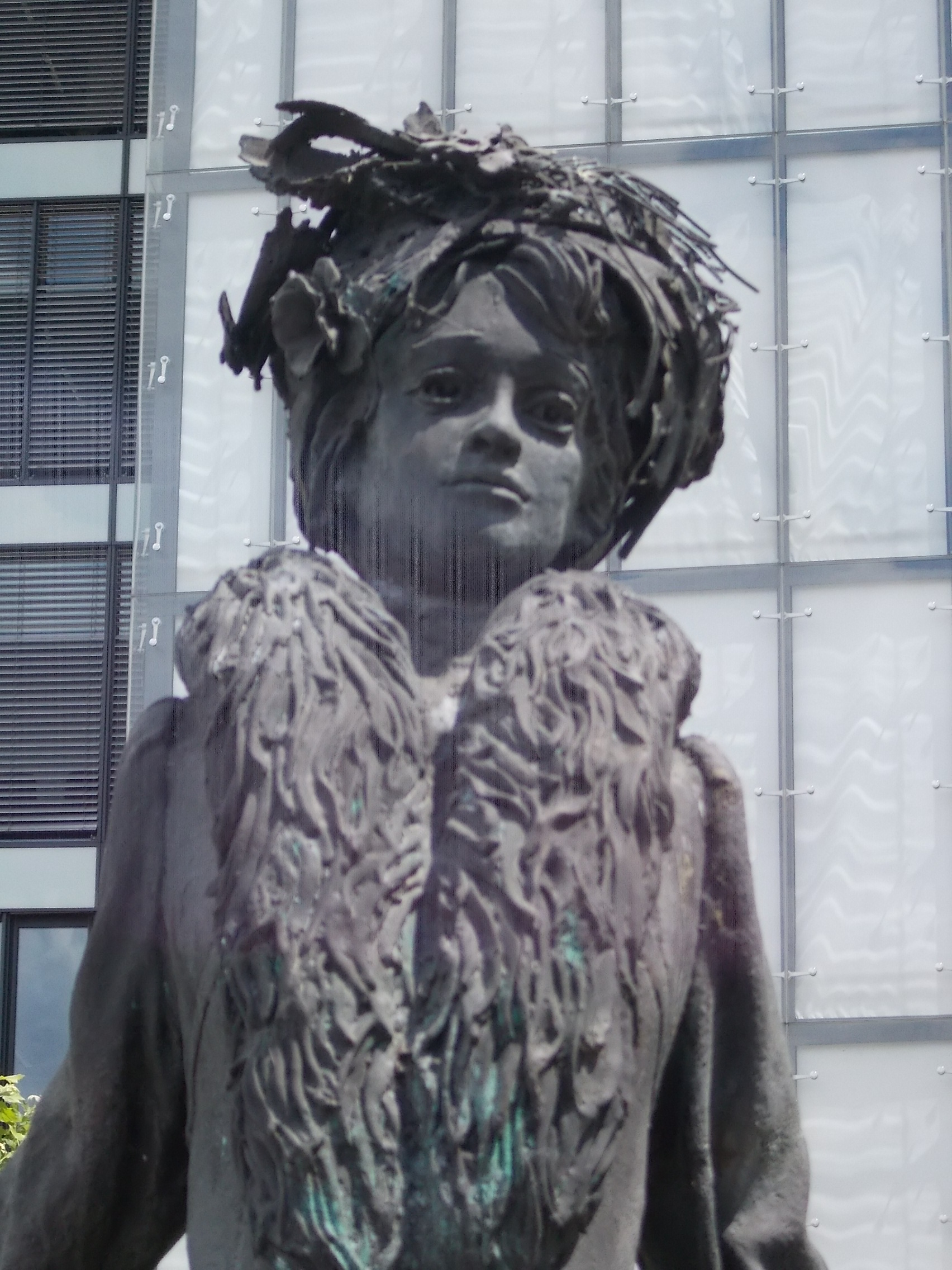
Szobra a budapesti Bajor Gizi Parkban

1954-ben a Madách Színház szerződtette, ahol felfigyeltek drámai tehetségére, és megkapta a Kurázsi mama főszerepét. „Ettől kezdve szerepköre kibővült: a sokszor groteszk, tragikomikus színekkel jellemzett vígjátéki alakok mellett a drámai művek tragikus hőseit is eszköztelen játékkal, átütő erővel, hitelesen formálta meg.” Sok pályatársa csodálta átváltozóképessége miatt, percek alatt képes volt felvenni a szerepe szerinti figurát. A Madách színházi szerződés véget vetett mellőzésének és az állami kitüntetések is „megtalálták”. 1954-ben Jászai Mari-díjat, 1957-ben Kossuth-díjat kapott, 1962-ben érdemes, 1964-ben pedig kiváló művészi címmel tüntették ki. Pályatársai csak az utolsó napokban értesültek halálos betegségéről.

## Színpadi szerepei
- Ledér (Vörösmarty Mihály: Csongor és Tünde)
- Iluska (Kacsóh Pongrác: János vitéz)
- Clarisse (Huszka Jenő: Lili bárónő)
- Stázi (Kálmán Imre: Csárdáskirálynő)
- Manci (Heltai Jenő: A tündérlaki lányok)
- Marika (Remenyik Zsigmond: Az atyai ház)
- Colette (Eisemann Mihály: Fekete Péter)
- Vadász Frici (Eisemann Mihály: Én és a kisöcsém)
- Elza (Csiky Gergely: Ingyenélők)
- Olga (Csehov: Három nővér)
- címszerep (Bertolt Brecht: Kurázsi mama)
- Beliza (Molière: A tudós nők)
- Edit (Goodrich-Hackett: Anna Frank naplója)
- Anna Andrejevna (Gogol: A revizor)
- Annus (Tabi László: Különleges világnap)
- Vinczéné (Sarkadi Imre: Oszlopos Simeon)
- Bodnárné (Németh László: Bodnárné)
- Miss Furnival (Shaffer: Black Comedy)
- özv. Mák Lajosné (Fejes Endre: Vonó Ignác)
- Myrtle (Thornton Wilder: A mi kis városunk)
- Stringl bárónő (Fejér István: Egy marék boldogság)
- Margarita Lvovna (Raszkin–Szlobodszkij: Filmcsillag)
- Gál Zsigáné (Urbán Ernő: Gál Anna diadala)
- Nérine (Molière: Gömböc úr)
- Lukérja Pochlebkina (Gyakonov: Házasság hozománnyal)
- Klementina (Wydrzyński: Klementina asszony szalonja)
- Tréfa az egész
- Zizi Mackford (Anatolij Szurov: Vadnyugat)

## Filmszerepei

### Játékfilmek
- Café Moszkva (1935)
- A Noszty fiú esete Tóth Marival (1938)
- 3 : 1 a szerelem javára (1937)
- Hol alszunk vasárnap? (1937)
- Maga lesz a férjem (1937)
- Pesti mese (1937)
- Szerelemből nősültem (1937)
- Viki (1937)
- Torockói menyasszony (1937)
- Beszállásolás (1938)
- Süt a nap (1938)
- Varjú a toronyórán (1938)
- Borcsa Amerikában (1938)
- Hölgyek előnyben (1939)
- Pénz áll a házhoz (1939)
- Magyar feltámadás (1939)
- Cserebere (1940)
- Pepita kabát (1940)
- Csákó és kalap (1940)
- Hazajáró lélek (1940)
- Hétszilvafa (1940)
- Igen vagy nem? (1940)
- Sok hűhó Emmiért (1940)
- Behajtani tilos (1941)
- Édes ellenfél (1941)
- Egy tál lencse (1941)
- Leányvásár (1941)
- Egy szív megáll (1942)
- Heten, mint a gonoszok (1942)
- Katyi (1942)
- Szakítani nehéz dolog (1942)
- A látszat csal (1943)
- Megálmodtalak (1943)
- Ördöglovas (1943)
- Viharbrigád (1943)
- Ez történt Budapesten (1944)
- A tanítónő (1945)
- Lúdas Matyi (1949)
- Tűzkeresztség (1951)
- Vihar (1951)
- Kiskrajcár (1953)
- Péntek 13 (1953)
- Hintónjáró szerelem (1954)
- Fel a fejjel (1954)
- 2x2 néha 5 (1954)
- Körhinta (1955)
- Ünnepi vacsora (1956)
- Csodacsatár (1956)
- Hannibál tanár úr (1956)
- Külvárosi legenda (1957)
- Gerolsteini kaland (1957)
- Tegnap (1958)
- Égi madár (1958)
- Vasvirág (1958)
- Pár lépés a határ (1959)
- Bogáncs (1959)
- Rangon alul (1960)
- Napfény a jégen (1961)
- Nem ér a nevem (1961)
- Házasságból elégséges (1961)
- Mici néni két élete (1962)
- Áprilisi riadó (1962)
- Párbeszéd (1963)
- Patyolat akció (1965)
- Butaságom története (1965)
- Háry János (1965)
- Fügefalevél (1966)
- Hogy szaladnak a fák (1966)
- Fiúk a térről (1967)
- Tanulmány a nőkről (1967)
- Sziget a szárazföldön (1969)
- Ismeri a szandi mandit? (1969)
- Hahó, Öcsi! (1970)
- Arc (1970)
- A gyilkos a házban van (1971)

### Tévéfilmek
- Szeptember (1964)
- Az asszony beleszól (1965)
- Tűvétevők (1966)
- Tüskevár 1-8. (1967)
- Mocorgó (1967)
- Nem vagyunk angyalok (1967)
- Irány Mexikó! (1968)
- A régi nyár (1970)
- Hatholdas rózsakert (1970)
- Komisznak lenni életveszélyes (1970)
- A fekete város 1-7. (1971)
- Vidám elefántkór (1971)

## Hangjátékok
- Alice csodaországban
- Abezgous-Brustein: Az elvarázsolt festmény (1949)
- Szentgyörgyi Elvira: Háráp Álb (1951)
- Mándy Iván: Világosság (1952)
- Korosztilov-Lvovszkij: Láthatatlan Gyimka (1953)
- Jókai Mór: A mosolygó nagy mesemondó (1961)
- Kodolányi János: Vidéki történet (1961)
- Gyárfás Miklós: Kisasszonyok a magasban (1962)
- Moravecz Imre: Egy trabant legendája (1962)
- Erich Kästner: Három ember a hóban (1963)
- Tamási Áron: Énekes madár (1963)
- Sós György: Köznapi legenda (1965)
- Dickens, Charles: Dombey és fia (1967)
- Reymont, Wladislaw: Parasztok (1968)
- Csokonai Vitéz Mihály: Karnyóné, vagyis a vénasszony szerelme (1969)
- Gabrielle-Sidonie Colette: A betörő (1969)
- Kürti András: A Mittalon-ügy (1969)
- Honoré de Balzac: Goriot apó (1970)
- Szakonyi Károly: Ki beszél? (1970)
- Karácsony Benő: Új élet kapujában (1971)

## Díjai, elismerései
- Jászai Mari-díj (1954)
- Munka Érdemrend (1956)[9]
- Kossuth-díj (1957)
- Érdemes művész (1962)
- Kiváló művész (1964)
- SZOT-díj (1970)
- Magyar Filmszemle – legjobb női alakítás díja (1970)